# Ferdinand Hestermann

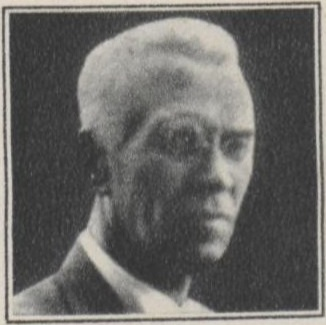
Ferdinand Hestermann

Ferdinand Heinrich Hestermann (* 13. Dezember 1878 in Wesel; † 15. Dezember 1959 in Jena) war ein deutscher römisch-katholischer Ordenspriester, Sprachwissenschaftler, Ethnologe, Religionswissenschaftler und Hochschullehrer. Er soll mindestens 108 lebende und tote Sprachen wissenschaftlich beherrscht haben.

## Leben
Ferdinand Hestermann wurde als Sohn von Hermann Hestermann und dessen Ehefrau Elisabeth, geborene Rulof, in Wesel am Niederrhein geboren. Er stammte aus bescheidenen, familiär und sozial nicht unproblematischen Verhältnissen. Er war das zweitälteste von sechs Kindern – sieben weitere, darunter zwei Zwillingspaare, starben früh. Hermann Hestermann, früher Tabakhändler, verdiente als Hausknecht und Tagelöhner das Geld für die Familie und war Alkoholiker.

### Steyler Mission
1893 trat Ferdinand Hestermann als Vierzehnjähriger der Ordensgemeinschaft Steyler Mission (SVD = Societas Verbi Divini) bei und kam an das Gymnasium der Missionare nach Steyl in der niederländischen Provinz Limburg. Er lebte dort im Missionshaus St. Michael. Von Jugend an hatte er eine besondere Neigung für Sprachen. Als Sextaner und Quintaner studierte er zu seinem Privatvergnügen Oskisch. Das Interesse dafür war seiner Vorliebe für das Latein entsprungen. Als Sekundaner schrieb er sein erstes Wörterbuch – in Chinesisch.
Ab 1898 lebte Hestermann im Missionshaus St. Gabriel in Mödling bei Wien. Pater Wilhelm Schmidt wurde sein Förderer. Von 1898 bis 1907 studierte er in der ordenseigenen Hochschule St. Gabriel Philosophie, Theologie, orientalische Sprachen, Völkerkunde, vergleichende Religionswissenschaften und Religionsmythologie. Er beschäftigte sich auch intensiv mit Kunstgeschichte.
Ab 1904 war er zwölf Jahre lang an der Seite Wilhelm Schmidts Mitherausgeber der Zeitschrift „ANTHROPOS“-Internationale Zeitschrift für Völker und Sprachenkunde. Hestermann war in den Fächern Völkerkunde und Sprachwissenschaft durch eine besondere Begabung aufgefallen und wurde bereits vor Abschluss seiner Studien von Wilhelm Schmidt zu den ersten Arbeiten bei der geplanten Herausgabe der Zeitschrift hinzugezogen. 1907 erhielt Hestermann trotz wiederholter Verweise während seiner Vorbereitungszeit die Priesterweihe. Wegen Problemen mit der Ordensdisziplin wurde er im selben Jahr gegen den Protest von Wilhelm Schmidt für über ein Jahr als Lehrer und Pastor nach Steyl geschickt. Er unterrichtete am dortigen Gymnasium Latein, Geschichte, Deutsch, Geographie und Zeichnen. 1908 kehrte er auf Drängen von Schmidt nach Mödling zurück und trat als Mitarbeiter in die Redaktion des Anthropos ein. Er redigierte die eingereichten Manuskripte, las Korrektur, erledigte fremdsprachige Korrespondenz, verfasste Rezensionen und Artikel. Er beteiligte sich auch mit Vorträgen an den 1912 von Schmidt gegründeten „Semaines d'Ethnologie religieuse“ (Internationale Wochen für Religionsethnologie).
Neben der Zeitschrift gründete Schmidt 1909 eine ethnologische und Hestermann 1914 eine linguistische Schriftenreihe, in denen Monographien veröffentlicht wurden.
Auf dem Internationalen Amerikanisten-Kongreß 1908 in Wien hielt er einen Vortrag über die Pano-Sprachen. Seine umfassenden Sprachkenntnisse eignete sich Hestermann im Missionshaus durch Selbststudium und mit Hilfe sprachkundiger Missionare an.
Nach wiederholten Problemen mit der Ordensdisziplin trat Hestermann 1915 aus dem Orden aus. Später versuchte er die Priesterweihe ungültig zu machen mit der Begründung, sein Förderer Wilhelm Schmidt habe ihn zur Priesterweihe gezwungen. Der Fall wurde in Rom geprüft, aber weder wurde eine Ungültigkeitserklärung abgegeben, noch eine Laisierung bewilligt.

### In Wien und Hamburg
Er lebte daraufhin in Wien bei einer bekannten Wiener Familie und verdiente sich mit Übersetzungen und Privatunterricht den Lebensunterhalt. Zu gleicher Zeit strebte er einen akademischen Abschluss an und studierte zwischen 1915 und 1916 zwei Semester an der Universität Wien. Er unterstützte Marianne Schmidl bei ihrer Promotion. Wilhelm Schmidt blieb zeitlebens in Kontakt mit Hestermann und versuchte auch immer wieder, ihn finanziell zu unterstützen.
1916 promovierte Hestermann an der Universität Wien in Ethnologie und Prähistorischer Archäologie bei Rudolf Pöch mit einer Arbeit über die Äquatorialvölker Afrikas. Die Dissertation war ein Ergebnis seiner jahrelangen Forschung auf dem Gebiet der Sprachbewegung und Sprachgruppierungen der Völker Afrikas, über die er regelmäßig Vorträge in der Anthropologischen Gesellschaft in Wien gehalten hatte.
Hestermann war in seinen Arbeiten zur Afrikanistik ein Kritiker Carl Meinhofs und dessen „Hamburger Schule“, die in der Bantuistik dominierend war.
Im Ersten Weltkrieg war er Zeichner von Generalstabskarten für die Türkei in Österreich. Von 1916 bis 1917 war er in Bad Hall, Baden bei Wien sowie in Nagyrábé und Bihar Nagy-Bajom (Ungarn) als Privatlehrer tätig.
1918 wurde er wieder in die SVD aufgenommen und lebte als Priester in Steyl, musste die Mission aber nach einem Jahr wieder verlassen, nachdem sich Generalsuperior Nikolaus Blum gegen Hestermanns vollständige Wiederaufnahme entschieden hatte.

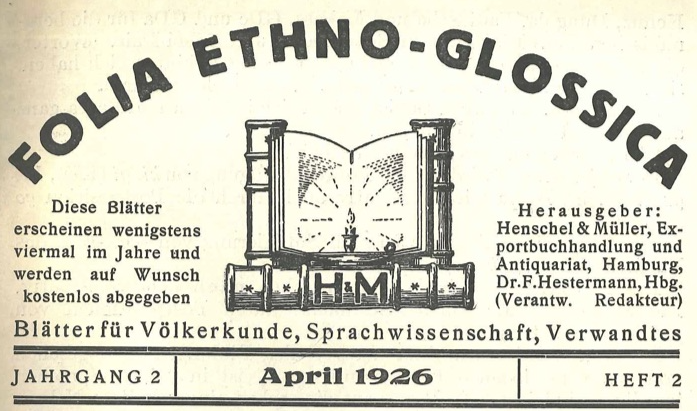
Die Zeitschrift „Folia ethno-glossica“

Danach – von 1919 bis 1929 – unterrichtete er in Hamburg an sieben verschiedenen Handelsschulen Sprachen, Volkswirtschaft und Handelsgeschichte. Aus dem Sprachunterricht ist ein Spanisch-Lehrbuch hervorgegangen. Daneben schrieb er die Familiengeschichten für angesehene Hamburger Familien. In dieser Zeit heiratete er standesamtlich die aus Hamburg-Bergedorf stammende Protestantin Wilhelmine Lohmann.
Von 1925 an gab Hestermann bei Henschel & Müller in Hamburg eine kleine, in Gelehrtenkreisen geschätzte Zeitschrift mit dem Titel „Folia ethno-glossica“ – Blätter für Völkerkunde, Sprachwissenschaft und Verwandtes heraus, zu der er die überwiegende Zahl der Beiträge selbst beisteuerte. 1927 wurde ihr Erscheinen wieder eingestellt.
1928 nahm er am 1. Internationalen Linguistenkongress in Den Haag teil und trat dort mit einer Vielzahl thematisch breit gefächerter „Propositions“ zu den Fragen der Kongressleitung hervor.

### In Münster und die Zeit des Nationalsozialismus
1929 wurde er an der Universität Münster mit der historisch-vergleichenden Arbeit Die karibischen Sprachen Südamerikas im Fach Völkerkunde habilitiert, nachdem Habilitationsversuche zuvor an der Universität Hamburg vom Ethnologen Georg Thilenius abgelehnt worden waren.
Hestermann gehörte 1929 in Leipzig zu den Gründungsmitgliedern der (Deutschen) Gesellschaft für Völkerkunde.
Nach gemeinsamer Editionsarbeit mit Martin Gusinde erschien 1933 eine Überarbeitung des Yámana-English Dictionary von Thomas Bridges. Das verwendete Manuskript von Thomas Bridges hat Hestermann in der Zeit des Nationalsozialismus und während des Zweiten Weltkrieges sicher verwahrt und 1945 an das Britische Museum übergeben.
Von 1929 bis 1946 war Hestermann in Münster als Privatdozent tätig. Seine öffentliche Antrittsvorlesung am 11. Januar 1930 trug den Titel „Der Totemismus, sozial oder religiös?“ Er gründete im Orientalischen Seminar der Universität Münster die Abteilung „Der Kaukasus und seine Sprachen“. Hestermanns Assistentin, Gertrud Kettler (verheiratete Kettler-Robben, Pätsch), machte bei ihm 1937 das weltweit erste Doktorat im Fach Georgisch. Im nationalsozialistischen Deutschland fand er keine bezahlte Anstellung. Seine einzige Veröffentlichung während dieser Zeit erschien 1935 im Verlag „Der Westfale“.

„Wer hätte die Arbeiten des Wissenschaftlers drucken sollen, der nicht nur auf ausdrückliches Befragen, sondern wo immer sich eine Gelegenheit bot, gegen den menschenunwürdigen Rassenbegriff auftrat. Der Staat beließ ihn dafür in der unbezahlten Stellung des Privatdozenten.“

Seine Lehrtätigkeit in Münster zwischen 1929 und 1948 umfasste solche Themen, wie „Geographisch-kulturhistorische Übersicht über alle Sprachen der Welt“, „Das persönliche und besitzanzeigende Fürwort in Entstehung und Verwendung“, Völkerkunde Südamerikas, Völkerkunde Afrikas, die Religion der Hamiten Afrikas, Kisuaheli, „Vergleichende Religionswissenschaft Ostasiens und Indonesiens“, Shintō, „Eine ostasiatische Schriftsprache nach Wahl“, Japanische Schriftsprache, „Japanische Texte in Auslese“, „Chinesisch-Japanische Schriftlehre“, „Eine Einführung in das Hochchinesische“, Tibetisch, Mandschu, die Kaukasus-Sprachen, Georgisch, Altgeorgisch, Sprachenkunde der Südsee, „Vergleichende Religionswissenschaft und Mythologie der Südsee“, „Totemismus, besonders Australien“ und „Totemismus außerhalb Australiens“.
Hestermanns Frau Wilhelmine, die in Hamburg als Sekretärin gearbeitet hatte, erkrankte in Münster schwer; sie konnte ihrem Beruf nicht mehr nachgehen, sondern war auf den Rollstuhl angewiesen. Das einzige regelmäßige Einkommen für das Ehepaar war die schmale Rente, die die Ehefrau bezog.
Seine Frau schrieb ihn 1933 in seiner Abwesenheit aus materieller Sorge mit ihrer Unterschrift in die NSDAP ein. Hestermann erreichte 1934, dass diese Unterschrift als ungültig anerkannt wurde und dass man den von seiner Frau bereits gezahlten Mitgliedsbeitrag zurückerstattete.
1934 reiste Hestermann in die Niederlande, um dem aus Münster dorthin emigrierten katholischen Jugendführer Franz Ballhorn eine Stelle zu verschaffen. Er traf sich dort mit dem Priester und Redakteur Arnold van Lierop. Durch die Vermittlung Hestermanns wurde Ballhorn Mitarbeiter der von Hein Hoeben, einem engen Vertrauten Friedrich Muckermanns, in Breda herausgegebenen Zeitschrift Katholieke Wereldpost (KWP), die weltweit als katholischer Pressedienst Beachtung fand. Ein Jahr später war Hestermann auch der Verlobten Bollhorns, Hildegard Jacobs, behilflich, die ebenfalls vor der Gestapo in die Niederlande fliehen musste.
Auf dem 4. Internationalen Linguistenkongress 1936 in Kopenhagen hielt er einen Vortrag über die Sprachen Südamerikas. 
1938 saß Hestermann gerade mit einigen Studenten in einem Seminarraum der Universität Münster zusammen, um das Fach Völkerkunde und die von ihm selbst in Wien mit ausgearbeitete „Wiener Schule“ der Kulturkreislehre gegen die öffentlichen Angriffe des NSDAP-Ideologen Alfred Rosenberg zu verteidigen, als ein anwesender Student, der Gauredner war, damit prahlte, dass schon „Anweisungen ergangen“ seien, nach dem bevorstehenden Anschluss Österreichs die berühmte völkerkundliche Anthropos-Bibliothek in Wien zu konfiszieren. Hestermann, Mitbegründer und ehemaliger Redakteur des Anthropos, reiste daraufhin nach Enschede, um von dort aus Wilhelm Schmidt am Museo Missionario-Etnologico in Rom zu benachrichtigen. Er traf sich dann auch in Maastricht mit Pater Michael Schulien, um über geeignete Maßnahmen zur Rettung der Bibliothek und des leitenden Personals zu beraten. Laut Quellen aus der Nachkriegszeit habe Hestermanns Initiative bewirkt, dass eine Intervention des Papstes Pius XI. dem inzwischen verhafteten Leiter des Anthropos-Instituts, Wilhelm Schmidt, freien Abzug in die Schweiz gesichert habe, wo er sein Institut neu eingerichtet hat. Mehr als die Hälfte der Bibliothek – die kostbarsten und unersetzlichen Werke – sei in 44 Kisten von je 400 kg rechtzeitig vor den Nationalsozialisten über die Grenze gebracht worden.
Im Jahr 1939 starben innerhalb von 28 Tagen Hestermanns Schwiegermutter, seine Ehefrau und seine ältere Schwester, mit denen er zusammengelebt hatte. Hestermann schrieb Briefe an Wilhelm Schmidt und Generalsuperior Josef Grendel mit der vergeblichen Bitte, wieder in die SVD aufgenommen zu werden. Von Rom kam ein definitives Verbot.
Große Teile der Bibliothek Hestermanns, darunter auch die Manuskripte für geplante Veröffentlichungen, sind dem Krieg zum Opfer gefallen.
Unter den verlorenen Arbeiten befand sich eine Neubearbeitung des tasmanischen in Gegenüberstellung zur bisherigen Auffassung. Die beiden einzigen Kenner der Tasmanischen Sprachen in der internationalen Wissenschaft waren Hestermann und Wilhelm Schmidt, „die in wechselnder Polemik gemeinsam zu einer überzeugenden Interpretation strebten“ (Gertrud Pätsch).

### Nachkriegszeit, politisches Engagement und Übersiedelung in die SBZ
Nach dem Ende des Zweiten Weltkrieges war Hestermann von 1946 bis 1948 npl. ao. Professor an der Universität in Münster.
1945 war er einer der Mitbegründer des Kulturbundes zur demokratischen Erneuerung Deutschlands. Er soll zunächst in Appelhülsen, wohin er evakuiert worden war, in die neugegründete CDU eingetreten sein. Später war Hestermann parteiloses Mitglied des Komitees zur Vorbereitung der SED in Nordrhein-Westfalen. Hestermann selbst begründete seine politischen Ambitionen ausdrücklich mit seiner katholischen Weltanschauung. Seine Mitarbeit bei der Firma „Der Westfale“ in einem Buchverlag, der christliche und wissenschaftliche Literatur zur Überwindung der Folgen der NS-Ideologie herausgeben sollte, war geplant.
Er trat als Redner, unter anderem in Münster zusammen mit Max Reimann, auf. 1948 sollte Hestermann als Hauptreferent eine Rede auf dem Volkskongress für Rheinland-Westfalen in Solingen halten, der verboten wurde.
Im März 1948 nahm er als Redner am Zweiten Deutschen Volkskongress in Ost-Berlin teil. 1948 reiste er mit Gertrud Kettler-Robben, die in der KPD aktiv war, nach Ost-Berlin, um sich im Volksrat an der Ausarbeitung einer neuen Verfassung zu beteiligen. Im selben Jahr nahmen beide als Mitglieder der Volksratsdelegation und einzige Vertreter Westdeutschlands an den Oktoberfeierlichkeiten in Moskau und Leningrad teil.
Anschließend siedelte er mit Kettler-Robben und Julius Pätsch in die Sowjetische Besatzungszone (SBZ) über, nachdem bekannt geworden war, dass Hestermann und seiner Assistentin Gertrud Kettler-Robben unmittelbar eine Verhaftung durch die britische Besatzungsmacht drohte.

### In Jena und Leipzig
Von 1949 bis 1950 leitete Hestermann als ordentlicher Professor zusammen mit seiner Assistentin Gertrud Pätsch an der Universität Jena das Seminar für Allgemeine Sprach- und Kulturwissenschaft, aus dem später das Ferdinand-Hestermann-Institut hervorgegangen ist. Er hielt zum Beispiel die Vorlesungen „Etruskisch, Sprache und Kultur als Grundlage des Römertums“, „Soziologische Urgeschichte der Völker“ sowie „Totem, Tabu und Heiratsklassen der Primitiven“. Und er gab einen Sprachkurs „Altitalische Sprachen: Oskisch, Umbrisch, Faliskisch“.
1949 wurde Hestermann als Mitglied des Volksrates Abgeordneter der ersten (provisorischen) Volkskammer der DDR.
Zum Wintersemester 1950/51 wurde er emeritiert. In der Beurteilung zu einem Antrag auf Ausstellung eines Interzonenpasses hieß es, dass Hestermann wegen seiner indifferenten bzw. ablehnenden Haltung gegenüber der Entwicklung der DDR emeritiert wurde, als die hierfür vorgesehene Altersgrenze erreicht war, das heißt trotz des damals vorhandenen Mangels an Lehrkräften an der Universität. In mehreren Beurteilungen wird Hestermanns Gegnerschaft zum Nationalsozialismus zwar anerkannt, seine Bindung an die katholische Kirche jedoch bemängelt. Auf dem Antrag zur Verleihung des Ehrentitels Hervorragender Wissenschaftler des Volkes vom 10. November 1953 findet sich der handschriftliche Vermerk: „Der Ministerrat hat dem vorliegenden Antrag nicht zugestimmt.“
Im Wintersemester 1950/51 wurde er mit der Verwaltung des durch den Tod von Julius Lips vakant gewordenen Lehrstuhls für Ethnologie und vergleichende Rechtssoziologie an der Universität Leipzig beauftragt. Außerdem betreute er die Dissertation von Eva Lips.
Nach seiner Emeritierung lehrte er in Jena bis zu seinem Lebensende Chinesisch, Akkadisch und Sumerisch.
Ferdinand Hestermann verstarb 1959 in Jena. Seine Grabstätte auf dem Jenaer Nordfriedhof existiert nicht mehr.

## Nachrufe
In seinem Manuskript „Ferdinand Hestermann“ 1878–1959 zitiert Fritz Bornemann aus einem Brief Eva Lips, in dem diese ihrerseits die Frage der angemessenen Würdigung des Lebens Hestermanns reflektierte: „Kann man überhaupt über ihn schreiben? Es wäre vielleicht am besten, eine Novelle daraus zu machen mit erfundenen Namen und wahrem Schicksal.“
Franz Flaskamp vergleicht in einem Nachruf Hestermann mit dem polyglotten Kardinal Giuseppe Mezzofanti.
In seinem Buch über Wilhelm Schmidt nennt der US-amerikanische Ethnologe Ernest Brandewie das Leben Hestermanns „the sad story of an erratic genius“.

## Familie
Laut einem Text von Matthias Ulrich war der Historiker Martin Robbe der gemeinsame Sohn von Gertrud Pätsch und Ferdinand Hestermann.

## Forschungsinteresse und Bedeutung
Die Erforschung von Sprachen, die in seiner Zeit wissenschaftlich gar nicht erforscht waren, brachte Ferdinand Hestermann als Sprachwissenschaftler internationale Anerkennung ein. Die langjährige Arbeit am Anthropos hatte seinen Blick für die Wichtigkeit dieser Sprachen geschärft. So waren beispielsweise Hestermann und Wilhelm Schmidt in der internationalen Wissenschaft die beiden einzigen Kenner der tasmanischen Sprachen.
Als ausgezeichnet galt in Hestermanns Arbeiten, ob über die tasmanischen Sprachquellen, über Feuerlandsprachen, afrikanische Sprachen oder die nikobarischen Sprachen, die Analyse der Wortbildungselemente, der Präfixe und Infixe.
Mit seiner historisch-vergleichenden Bearbeitung der karibischen Sprachen hat er einen wichtigen Beitrag zur Erschließung Südamerikas für die Sprachwissenschaft geleistet.
Nach Hestermanns eigener Aussage habe sich seine Arbeit auf alle noch nicht hinlänglich erforschten exotischen Sprachen erstreckt. Während seiner Zeit an der Universität Münster hat er dort am Orientalischen Seminar die Abteilung „Der Kaukasus und seine Sprachen“ gegründet, wo 1937 die weltweit erste Dissertation im Fach Georgisch verteidigt wurde.
Seine Sprachstudien umfassten die Allgemeine und Vergleichende Sprachwissenschaft, einschließlich Indogermanistik, Semitistik, Hamitistik (Afrikanistik), Finnougristik und Kaukasische Sprachen (insbesondere Georgisch). Drei Kontinente hat er in Übersichten und sprachlich-kartographisch bearbeitet: Australien, Afrika und Südamerika. Hestermann hat die erste wissenschaftliche Sprachenkarte Südamerikas entworfen sowie, nach eigener Angabe, die erste Sprachenkarte Australiens. Mit seiner linguistischen Karte Südamerikas soll er die Kartographie in die moderne Sprachwissenschaft eingeführt haben.
Er entzifferte Inschriften der Lolo (Yunnan) und Jesiden (Mossul) sowie in Altnubisch, Meroitisch, Lykisch, Lydisch und Etruskisch.
Hestermann erforschte Heiligenleben, wie die von Vizelin und Lebuin, über die Bücher von ihm erschienen sind.
Zur Ausarbeitung der „Wiener Schule“ der Kulturkreislehre seines Mentors Wilhelm Schmidt hat Hestermann seinen Beitrag geleistet.
Im Volks-Echo für Westfalen und Lippe erschien im Januar 1948 ein Artikel über Hestermanns geplanten Auftritt als Redner auf einem Volkskongress in Solingen. Wilhelm Schmidt wurde darin als „Vorkämpfer einer vorurteilslosen völkerkundlichen Forschung“ erwähnt. Über Ferdinand Hestermann hieß es:

„Es kennzeichnet die Selbstisolation der deutschen Wissenschaft, die längst vor 1933 begonnen hat, daß der Name Professor Hestermanns z.B. in Holland oder auch in Südamerika, vor allem aber in der gesamten Englisch sprechenden Welt bekannter geworden ist als in seinem Heimatland. So sind auch seine grundlegenden Arbeiten im Ausland erschienen, in New York, Paris, Kopenhagen, Upsala, Leiden und Wien.“

Viele handschriftliche Arbeiten Hestermanns sind dem Zweiten Weltkrieg zum Opfer gefallen.

## Romanvorlage
Ferdinand Hestermann und Thomas Bridges lieferten die Vorlagen zu den beiden Hauptfiguren in dem 2021 für den Schweizer Buchpreis nominierten Roman Feuerland des Schriftstellers Michael Hugentobler.

## Wirken

### Mitglied in politischen Gremien
- Ab 1945 Mitglied des Kulturbundes zur demokratischen Erneuerung Deutschlands.
- 1948 bis 1949 Mitglied des Deutschen Volksrates; 1949 ins Präsidium des Zweiten Deutschen Volksrates gewählt.
- 1949 bis 1950 Abgeordneter der Provisorischen Volkskammer der DDR (Fraktion des Kulturbundes).

### Betreuung von Sammlungen
- 1949 wurde die Hilprecht-Sammlung Vorderasiatischer Altertümer an der Friedrich-Schiller-Universität Jena (sie umfasst heute ca. 3300 Stücke, davon ca. 3000 Keilschrifttexte) einem Vorstand unterstellt, dem die Professoren Rudolf Meyer (Altes Testament), Friedrich Zucker (Klassische Philologie) und Ferdinand Hestermann (Sprachwissenschaft) angehörten. Letzterer wurde 1951 zum Leiter der Sammlung ernannt. Er übte dieses Amt bis zu seinem Tode aus.[39]

### Redaktions- und Herausgeber-Tätigkeit
- Hestermann war 1904/1906 Mitbegründer und 12 Jahre Redakteur der Fachzeitschrift „ANTHROPOS“.
- Von 1925 bis 1927 war er Herausgeber der „Folia ethno-glossica“ – Blätter für Völkerkunde, Sprachwissenschaft und Verwandtes.

## Ehrungen / Auszeichnungen
- Nach ihm wurde 1961 das Ferdinand-Hestermann-Institut benannt, das bis 1968 als solches existierte und dann in eine Sektion Sprachwissenschaft eingegliedert wurde.
- Ernst-Moritz-Arndt-Medaille in Silber.

## Veröffentlichungen (Auswahl)
- Der Anlautwechsel in der Serērsprache in Senegambien, Westafrika. Wiener Zeitschrift für die Kunde des Morgenlandes 26 (S. 350-362), Wien, 1912.
- Kritische Darstellung der neuesten Ansichten über Gruppierungen und Bewegungen der Sprachen und Völker Afrikas. In: Anthropos 7 (S. 722–760); Anthropos 8 (S. 2019-250, 1104–1137), Mödling bei Wien, 1912/1913.
- Zur ostasiatischen Kunstgeschichte. Aus Anlaß eines neueren Werkes über chinesische Baukunst. In: Anthropos 8, Mödling bei Wien, 1913.
- Zur Transkriptionsfrage des Yagan (Feuerland). Journal de la Société des Américanistes de Paris, 10-1 (S. 27–41), Paris, 1913. Digitalisat.
- Die nichtchinesische Schrift der Lolo in Yünnan (Südwestchina). Wiener Zeitschrift für die Kunde des Morgenlandes 29 (S. 231–245), Wien, 1915.
- Die Suffixe im Lykischen. Le Monde Oriental 10 (S. 192–237), Uppsala, 1916.
- Die Äquatorialvölker Afrikas I. Die Herrenvölker dieser Gruppe: Monbuttu, Niamniam, Bongo. Universität Wien, 1916 (Dissertation).
- Die Schreibweise der Pano-Vokabularien. Journal de la Société des Américanistes de Paris, 11, Paris, 1919. Digitalisat.
- Kartographie und Linguistik. In: Aufsätze – Professor Dr. Eugen Oberhummer zum 60. Geburtstage gewidmet von Freunden und Schülern. Verlag von Friedrich Irrgang, Brünn, 1919.
- Spanisch. Vollständige Formenlehre samt Übungsstoff (Ausgabe für Kaufleute). O. Meißner Verlag, Hamburg 1923.
- Umsturzbewegung in der modernen Völkerkunde, Gesellschaftswissenschaft und Relegionsvergleichung. In: Folia Ethno-Glossica, Henschel & Müller (Export-Buchhandlung und Antiquariat), Hamburg, 1925.
- Sankt Vizelin, Apostel der Holsten und Wagrier. Laumannsche Verlagsbuchhandlung, Dülmen i. Westf., 1926.
- Der Satzbau im Lykischen. In: La Suède et l’ Orient, Uppsala, 1926.
- Ferdinand Hestermann (Hrsg.); Theodor Koch-Grünberg: Vom Roroima zum Orionco. Ergebnisse einer Reise in Nordbrasilien und Venezuela in den Jahren 1911-1913. Band 4: Sprachen. Verlag Stecker und Schröder, Stuttgart, 1928.
- Die karibischen Sprachen Südamerikas. Universität Münster, 1929 (Habilitationsschrift).
- Die deutsche Afrikanistik bis 1913. Kritische Darstellung der neuesten Ansichten über Gruppierungen und Bewegungen der Sprachen und Völker in Afrika. Mechitharisten-Kongregations-Buchdruckerei (Selbstverlag), Wien / Henschel & Müller, Hamburg, 1929. Inhaltsverzeichnis.
- Das Pronomen in Yamana. In: International Journal of American Linguistics 5, Nr. 2–4, New Yorck, 1929.
- Yamana-English, a Dictionary of the speech of Tierra del Fuego, by the Reverend Thomas Bridges. Edited by Dr. Ferdinand Hestermann and Dr. Martin Gusinde. Missionsdruckerei St. Gabriel, Mödling bei Wien, 1933. Digitalisat.
- Das heilige Westfalen: Der heilige Lebuin, erster Apostel des alten Hamalandes und Nordwestfalens. Verlag Der Westfale, Münster, 1935.
- Die Tasmanischen Sprachquellen und ihre kritische Behandlung. (Sonderdruck) Internationales Archiv für Ethnographie. Band XXXIV, Heft 1–4, Leiden, 1936.
- Eine Rede die nicht gehalten werden konnte. Kongreß Verlag, Berlin, 1948.
- Die Geschlechtsbezeichnung im Indogermanischen. In: Wissenschaftliche Zeitschrift der Friedrich-Schiller-Universität Jena, Mathematisch-Naturwissenschaftliche Reihe, Jg. 3, Heft 1, Jena 1953/54.
- Primitiv in Völker- und Sprachenkunde. In: Völkerforschung. Vorträge der Tagung für Völkerkunde an der Humboldt – Universität Berlin vom 25. – 27. April 1952, Akademie-Verlag, Berlin, 1954.
- Wilhelm Schmidt. Ethnograph, Linguist, Religionswissenschaftler. unveröffentlicht (206 S.; maschinenhandschrfitliches Manuskript / Philosophisch-Theologische Hochschule SVD Sankt Augustin, Bibliothek, Signatur: RW VII 60), 1954.
- Urheimat der Urkultur und Urreligion des Urmenschen. In: Wissenschaftliche Zeitschrift der Friedrich-Schiller-Universität Jena, Gesellschafts- und sprachwissenschaftliche Reihe, 6. Jahrgang, Heft 1/2 (S. 111); Schluss: Heft 3/4 (S. 365ff), Jena, 1956/57.